# Russellville (Alabama)
Pour les articles homonymes, voir Russellville.
Russellville est le siège du comté de Franklin, dans l'État de l'Alabama, aux États-Unis d'Amérique.

## Démographie
| 1870 | 1880 | 1890 | 1900  | 1910  | 1920  |
| ---- | ---- | ---- | ----- | ----- | ----- |
| 180  | 186  | 920  | 1 602 | 2 046 | 2 269 |

| 1930  | 1940  | 1950  | 1960  | 1970  | 1980  |
| ----- | ----- | ----- | ----- | ----- | ----- |
| 3 146 | 3 510 | 6 012 | 6 628 | 7 814 | 8 195 |

| 1990  | 2000  | 2010  | - | - | - |
| ----- | ----- | ----- | - | - | - |
| 7 812 | 8 971 | 9 830 | - | - | - |